# Maariw (Judentum)

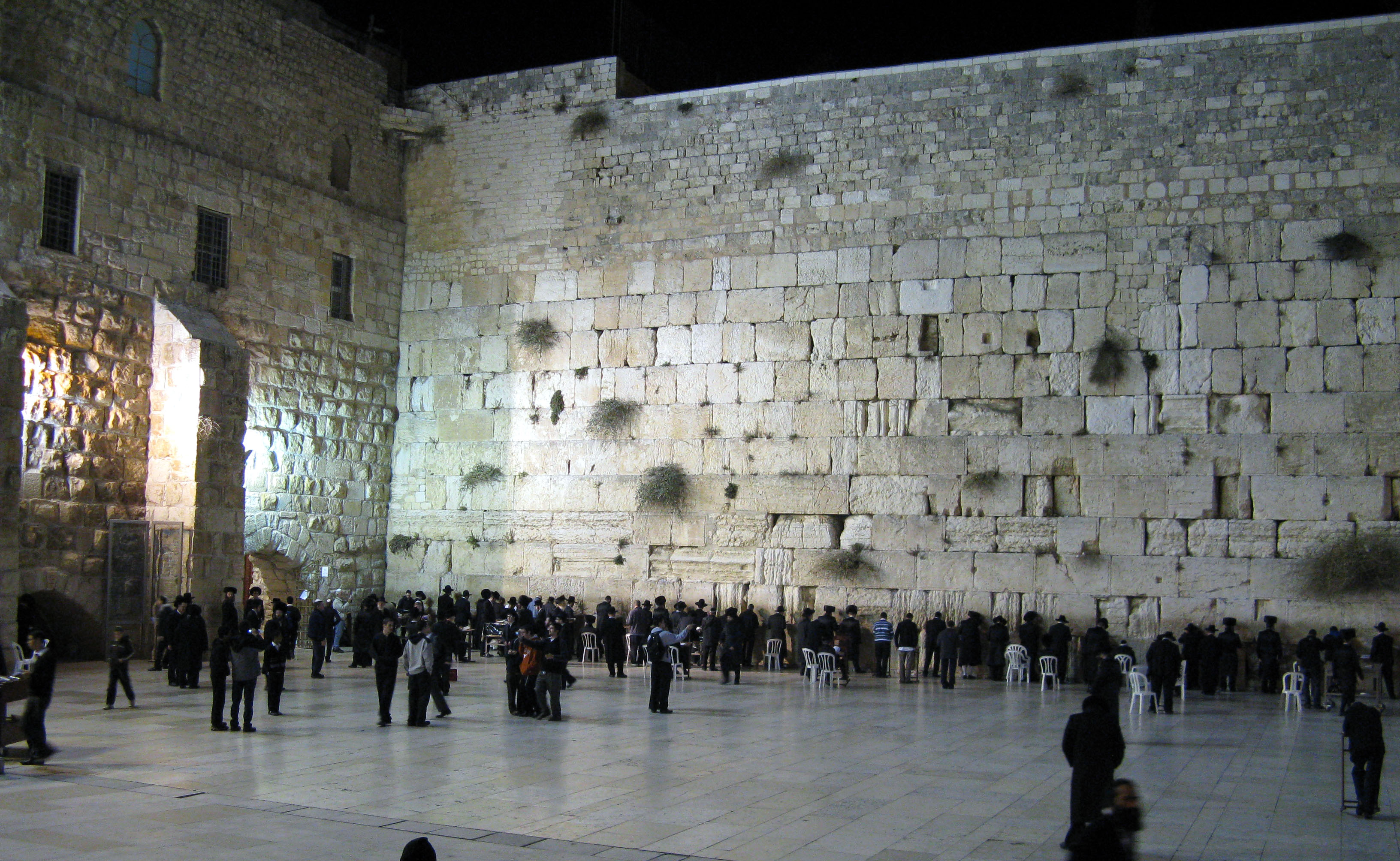
Maariv an der Westmauer (sog. Klagemauer) in Jerusalem

Maariw (auch Ma'ariv) (hebr. מעריב) ist das erste bezeichnende Wort des jüdischen Abendgebets. Es ist aus Erev, hebräisch ערב für „Abend“ abgeleitet.
Maariv ist die Konversion des Wortes Erev in ein Verb und bedeutet „die Nacht heranbringen“. Eine weitere Bezeichnung ist Arbit, Arvit oder Arawit, diese ist das Verbalsubstantiv.
Juden wird geboten, dreimal am Tage zu beten. Dabei sind die Zeiten für die einzelnen Gebete genau festgelegt; nach dem Sonnenuntergang bis Mitternacht muss das Abendgebet (Ma'ariv) gebetet werden. Dieses Gebet besteht im Wesentlichen aus dem Schma Jisrael und der Amida.